# Nomia opulenta
Nomia opulenta là một loài Hymenoptera trong họ Halictidae. Loài này được Smith mô tả khoa học năm 1864.